# Terry O'Connor (musicienne)
Pour les articles homonymes, voir Terry O'Connor.
Terry O'Connor (14 octobre 1897 - 15 septembre 1983) est une musicienne irlandaise et une professeure de musique. Elle est cheffe adjointe de l'orchestre à 2RN, cofondatrice du Dublin String Orchestra et professeure d'orchestre à la Royal Irish Academy of Music.

## Petite enfance et famille
Terry O'Connor est né Mary Teresa O'Connor à Johnstown, Waterford. Elle est la deuxième fille aînée de l'épicier et vigneron, James O'Connor, et Brigid (née Keirsey). Elle fréquente le couvent des Ursulines de Waterford et le Loreto College de St Stephen's Green à Dublin. Elle étudie ensuite le violon à la Royal Irish Academy of Music (RIAM). Elle commence comme musicienne de cinéma à plein temps, se produisant dans un quatuor à cordes avec Arthur Darley, George H. Brett et Joseph Schofield à la Irish Race Convention de 1922 à Paris dans des œuvres de Swan Hennessy et Henri Bast et participe également à des concerts à la salle Gaveau.
Après le lancement du service national de radiodiffusion irlandais, 2RN, en janvier 1926, O'Connor est recrutée comme violoniste et chef du nouvel « orchestre » de la station, qui se développe à partir du trio instrumental de Clery. Sa sœur a joué de l'alto dans cet ensemble musical.
Le 4 décembre 1928, elle épouse l'ingénieur David Glasgow (mort en 1960). Ils ont une fille et un fils. Elle garde son nom de jeune fille comme nom de scène et résiste à plusieurs tentatives pour l'obliger à démissionner en raison de son mariage car la plupart des postes de la fonction publique sont soumis à une obligation de célibat.

## Carrière
O'Connor reste le chef d'orchestre après la restructuration de 2RN en Radio Éireann en 1937, ainsi qu'après son expansion et son développement, l'orchestre passant à 40 musiciens en 1942. Le 26 novembre 1927, O'Connor dirige l'orchestre lors de son premier concert symphonique public au Metropolitan Hall, Lower Abbey Street, dirigé par Vincent O'Brien. Elle résiste à l'orchestre souffrant d'un manque de musiciens, étant complétée par des musiciens de l'armée et du cinéma, et une propension de collègues musiciens à quitter le studio pour aller dans un lieu public et ne pas y retourner de manière fiable. Elle travaille en étroite collaboration avec Michael Bowles sur une série réussie de concerts symphoniques publics bimensuels débutant en 1941, d'abord dans la salle ronde de la Mansion House, et à partir de 1943 au Capitol Theatre, Prince's Street, dans laquelle O'Connor figurait régulièrement comme soliste. En 1938, elle cofonde le Dublin String Orchestra, qu'elle dirige fréquemment, et interprète des œuvres d'un large éventail de compositeurs contemporains, dont Brian Boydell, Arthur Duff, John Francis Larchet et Frederick May,. Elle dirige également l'orchestre pour des enregistrements avec Margaret Burke Sheridan dans les années 40.
O'Connor démissionne de Radio Éireann en 1945 et commence à enseigner et à diriger en tant qu'indépendante. Elle est licenciée de la Royal Academy of Music et du Trinity College of Music, Londres. En 1948, elle est professeur d'orchestre au RIAM et au College of Music de Dublin de 1954 à 1964. Elle est membre du comité des examinateurs du ministère de l'Éducation et siège au conseil de la Royal Dublin Society. Elle dirige la Culwick Choral Society. O'Connor est directrice musicale et dirige régulièrement les sociétés musicales de Glasnevin, Rathmines et Rathgar, ainsi que d'autres groupes locaux. Elle fait deux tournées aux États-Unis en 1955 et 1963.
Elle contribue à l'essai « The String Player in Ireland » pour le symposium Music in Ireland (1952), édité par Aloys Fleischmann. Elle remporte des médailles d'or pour violon, piano et chant au Feis Ceoil et est examinatrice dans des feiseanna à travers l'Irlande, siégeant au comité exécutif et musical de Feis Ceoil, avec un trophée nommé en son honneur décerné chaque année.
O'Connor meurt à l'hospice Notre-Dame de Harold's Cross à Dublin. Elle est enterrée au cimetière Deans Grange.